# 부여어
부여어(夫餘語)는 부여의 언어이다. 고구려어, 백제어의 조상이며 부여어족이란 가설상 어족을 뒷받침해주는 언어다. 